# Senftenberger See
Senftenberger See (dolnolužickosrbsky Złykomorojski jazor[zdroj?], hornolužickosrbsky Złokomorowski jězor) je umělé jezero poblíž města Senftenberg v Dolní Lužici v Braniborsku, Německo. Rozlohou 1300 ha bylo až do konce minulého století největším uměle založeným jezerem v Evropě. Je největším jezerem Braniborska a oblíbeným turistickým cílem s možností ubytování v přístavním kempu.
Senftenberger See je součástí oblasti zvané Lužická jezera (oblast bývalých povrchových dolů, která je postupně rekultivována). Jezero vzniklo zatopením bývalého hnědouhelného dolu Niemtsch, ve kterém probíhala těžba v letech 1967–1972. V roce 1973 zde byla otevřena první pláž a od té doby patří Senftenberger See mezi velmi oblíbené rekreační lokality.

## Rekreační a sportovní využití Senftenberger See
Je využíváno nejen ke koupání, ale i k surfování a k dalším vodním sportům. Z celkových 18 kilometrů břehu, je 7 km tvořeno plážemi. V roce 1990 byla značná délka břehů zpevněna z důvodu hrozících sesuvů. Jezero se vyznačuje vysokou kvalitou vody s velkou viditelností do hloubky, která činí okolo 5 metrů. Proto je jezero vhodné i k potápění.
V Senftenberger See žije velké množství ryb (candát, štika, úhoř, kapr, plotice či sumec). Jezero je tedy vyhledávané i mezi rybáři. Uprostřed jezera se nachází zhruba 900 hektarů velký ostrov, který je pod přísnou ochranou a vstup je na něj zakázán. Největší hloubka vody je 28 metrů.
V dubnu 2013 byl v Senftenbergu slavnostně otevřen přístav, ve kterém může kotvit až 100 lodí. Součástí přístavu je i 80 metrů dlouhé plovoucí molo, ze kterého je pěkný výhled na celé jezero. Další pěkný výhled je z kovové rozhledny, která se nachází na protějším břehu jezera.
Jezero je lemováno asfaltovou stezkou, po které můžete jezero objet na kole či na in-line bruslích. Na tuto stezku navazují další cyklo a in-line trasy, které spojují jezero Senftenberser See s ostatními jezery Lužické jezerní oblasti. Po hladině jezera jezdí výletní lodě. Na jeho březích se nachází mnoho kempů, které nabízejí kvalitní ubytování.
I díky cyklostezkám je toto místo oblíbené u turistů a je pro ně upraveno. Přímo u jezera Senftenberger See se nachází přístavní kemp. Milovníci vodních sportů mohou vyrazit na jezero z přístaviště s molem, případně u kotviště naleznou i půjčovnu lodí a lodní školu. Pronajímají se tam různá šlapadla, motorové čluny i plachetnice. Obklopeni borovicovým lesem a přímo u jezera Senftenberg tráví hosté noc ve stromových domcích, kempingových či přístavních chatkách, rekreačních domcích, na louce určené pro stanování nebo v mobilních domech. V hlavní budově je cukrárna s terasou.